# Андрія Новакович
Андрія Новакович (англ. Andrija Novakovich, нар. 21 вересня 1996, Мусего) — американський футболіст, нападник італійського «Фрозіноне».
Виступав, зокрема, за клуби «Редінг», «Челтнем Таун» та «Телстар», а також національну збірну США.

## Клубна кар'єра
Народився 21 вересня 1996 року в місті Мусего. Вихованець футбольної школи клубу «Редінг». Дорослу футбольну кар'єру розпочав 2014 року в основній команді того ж клубу, в якій провів один сезон, взявши участь у 2 матчах Чемпіоншипу.
2015 року для отримання ігрового досвіду віддавався в оренду до клубу п'ятого англійського дивізіону «Челтнем Таун», в якому, утім, також провів лише декілька ігор.
Повернувшись 2016 року до «Редінга», знову не отримав місця у команді і з 2017 року один сезон захищав кольори команди нідерландського «Телстара» на умовах оренди. Більшість часу, проведеного у складі «Телстара», нарешті був основним гравцем, а також одним з головних бомбардирів команди, маючи середню результативність на рівні 0,54 голу за гру першості.
До складу іншого нідерландського клубу «Фортуна» (Сіттард) був орендований 2018 року.
З 2019 виступає за «Фрозіноне»

## Виступи за збірну
Дебютував в офіційних матчах у складі національної збірної США в товариському матчі проти збірної Парагваю 27 березня 2018 року, вийшовши на 77 хвилині.
| Дата       | Місто       | Господарі | Результат | Гості    | Турнір           | Голи | Примітки |
| ---------- | ----------- | --------- | --------- | -------- | ---------------- | ---- | -------- |
| 27-3-2018  | Кері        | США       | 1 – 0     | Парагвай | товариський матч | -    | 77'      |
| 29-5-2018  | Філадельфія | США       | 3 – 0     | Болівія  | товариський матч | -    | 62'      |
| 12-10-2018 | Тампа       | США       | 2 – 4     | Колумбія | товариський матч | -    | 84'      |
| Усього     |             | Матчів    | 3         |          | Голів            | 0    |          |